# Malaxa
Malaxa (en griego: Μαλάξα) es un pueblo de Creta (Grecia). Se encuentra en la zona de La Canea, a unos 10 kilómetros al este de La Canea. Tiene una población de 178 habitantes. En la antigüedad, Malaxa pertenecía a la esfera de influencia de Kydonia. Maláxa se encuentra en las estribaciones del Léfka Óri y está separada de Chania por la Llanura de Chania.